# Grappa
La grappa è un distillato di vinaccia, ricavato da uve prodotte, vinificate e distillate esclusivamente in Italia.
Non bisogna confondere la grappa, che è un distillato di vinacce fermentate, con l'acquavite d'uva, che è un distillato di mosto. Allo stesso modo, la grappa non è un distillato di vino (brandy se invecchiato in legno e cognac o armagnac se francese). Quindi distillato di vinacce, distillato di mosto (d'uva) e distillato di vino sono tre bevande alcoliche diverse.
Per legge comunitaria (reg. CE 110/2008-all. III) il termine "grappa" è un'indicazione geografica protetta (art. 16) del solo stato membro Italia (cioè non è un termine generico ma è una denominazione tutelata): ne discende che nessun altro paese UE può usare questa designazione. Questo non significa che, come succede, altre nazioni UE non possano produrre acquavite da vinacce fermentate: però non possono denominarla "grappa".

## Etimologia
In Nord Italia, a seconda delle regioni, la grappa è chiamata branda (Piemonte, Valle d'Aosta), sgnapa, graspa (Triveneto) o altre varianti. In italiano si è imposto il termine lombardo grapa, che indica in origine il raspo dell'uva. L'etimologia del nome non è quindi legata al monte Grappa e perciò neppure a Bassano del Grappa, dove pur si trovano alcune delle più celebri distillerie del Veneto.

## Caratteristiche
Per legge il contenuto alcolico per la grappa non deve essere inferiore 37,5% in volume, mentre non è fissato un limite massimo: tipicamente, ma non è una regola, varia tra il 40% e il 60%.
Il grado alcolico è raggiunto direttamente, nel caso delle grappe "pieno grado", oppure viene abbassato aggiungendo acqua, solitamente demineralizzata, al prodotto della distillazione. La quantità di acqua utilizzata per la diluizione dipende, ovviamente, dal titolo alcolometrico di partenza e da quello che si vuole ottenere.

### Produzione
Vi sono tre principali tipologie di vinacce con cui distillare la grappa:
- vinacce fermentate ottenute dalla svinatura di vini rossi.
- vinacce semi-vergini, ottenute nella vinificazione in rosato, svinando un vino rosato e con le vinacce che hanno subito una parziale fermentazione; medesimo risultato si ottiene dalle vinacce di vini dolci, la cui fermentazione è bloccata per conservare gli zuccheri;
- vinacce vergini, ottenute dalla "sgrondatura"[5] nella vinificazione in bianco per ottenere vini bianchi. In questo caso, le vinacce non hanno subito alcuna fermentazione significativa.

Le vinacce vergini o semivergini devono essere obbligatoriamente fermentate prima di dare avvio alla distillazione in quanto la grappa si ottiene unicamente da vinacce fermentate. Questa è la differenza principale con il distillato d'uva.
Grappe di qualità elevata richiedono la separazione, prima della distillazione, dei vinaccioli. I raspi solitamente sono già stati eliminati dalla cantina che ha prodotto il vino. A maggior ragione, è molto raro che una distilleria lasci, anche parzialmente, i raspi insieme alle vinacce, poiché i raspi conferiscono note molto amare.

### Classificazione
La grappa può essere classificata in base all'affinamento e/o alle lavorazioni che seguono la distillazione. Una grappa può essere definita:
- giovane: quando è conservata in contenitori inerti (ad esempio in vetro o in acciaio) fino alla vendita;
- aromatica: quando deriva da uve aromatiche quali Brachetto, Malvasia, Moscato e Traminer aromatico;
- invecchiata: quando matura per almeno 12 mesi in botti di legno;
- riserva, invecchiata o stravecchia: quando matura per almeno 18 mesi in botti in legno;
- aromatizzata, con l'aggiunta di aromatizzanti naturali, come erbe, radici o frutti o parte di esse.

Con il decreto Mipaaf del febbraio 2016 la dicitura "barricata" o "barrique" è riservato esclusivamente ai distillati maturati almeno metà del tempo di invecchiamento in barrique (225 lt) e sotto controllo doganale, cosa che prima non avveniva e non vi era certezza né garanzia sulle botti e sul tempo di invecchiamento.
Ovviamente le classificazioni possono coesistere. Per esempio una grappa può essere giovane e nello stesso tempo, aromatica.
Poiché la produzione di bevande alcoliche è svolta in regime di deposito fiscale, il tempo di permanenza in botte è controllato dall'agenzia delle Dogane e dei Monopoli che sigillano i magazzini di invecchiamento rendendoli inaccessibili al pubblico ma anche alla distilleria stessa che per ogni operazione sulle botti deve chiamare le Dogane per potervi accedere.
I termini "affinata", "elevata", "Solera", non danno un'indicazione precisa del tempo di giacenza in recipienti di legno.
Le grappe possono essere anche differenziate in base a quali vinacce sono distillate:
- grappa di monovitigno, se la grappa ottenuta proviene da una singola varietà di vinaccia, quindi con un’identità organolettica ben definita.
- grappa plurivitigno, se la grappa ottenuta contiene percentuali diverse di più varietà di vinacce, dove profumi, aromi e sapori sono più vari e meno monotematici.

## Storia

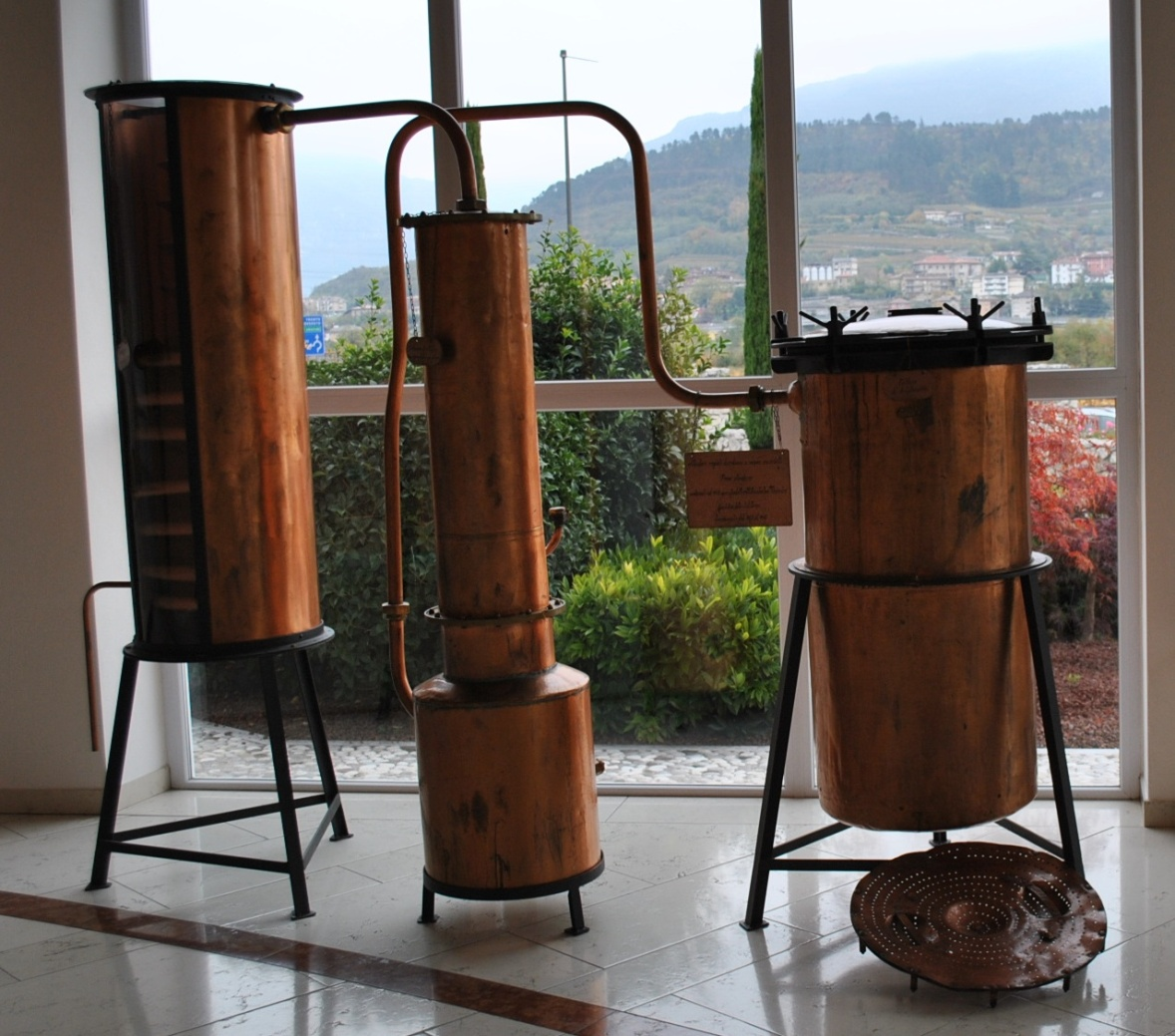
Alambicco per la distillazione a bagnomaria discontinuo in uso, circa 1960.

I metodi di distillazione si sono sviluppati tra l'VIII e il VI secolo a.C. in Mesopotamia e furono presto applicati al vino per la preparazione dell'acquavite. Questi processi vengono citati dagli alchimisti a partire dal XII secolo d.C. Anche la distillazione dalle vinacce ha probabilmente origini storiche remote.
Una leggenda attribuisce a un legionario romano del I secolo a.C., dopo il suo ritorno dall'Egitto, l'aver trafugato un impianto di distillazione e di aver iniziato la produzione di un distillato dalle vinacce di un vigneto di cui era assegnatario in Friuli usando le tecniche apprese. Lo storico Luigi Papo fa risalire la prima produzione in Friuli nel 511 d.C. ad opera dei Burgundi, che dalla vicina Austria, durante una breve installazione a Cividale applicarono le loro tecniche usate nella distillazione da sidro di mele alla distillazione a partire da vinacce, ottenendo quindi la grappa.
La nascita della Distilleria Nardini, a Bassano del Grappa nel 1779 determinò una vera e propria rivoluzione e segnò l'inizio della distillazione moderna in Italia, attraverso l'introduzione del metodo di distillazione "a vapore". La Bortolo Nardini è infatti la più antica distilleria d'Italia vantando così il titolo di prima grappa d'Italia.
Nel Trentino, fino agli anni cinquanta, la tecnica più praticata era la distillazione a fuoco: si riscaldano le vinacce con il fuoco portandole ad ebollizione e ottenendo l'alcool sotto forma di vapore, successivamente condensato. Inizialmente la condensazione veniva fatta a temperatura ambiente, in seguito con il miglioramento della tecnica si introdusse il riscaldamento e la conseguente condensazione ad acqua. L'evoluzione della distillazione verso sistemi moderni fu rapida. Gli impianti di distillazione a metodo discontinuo sia a vapore che a bagnomaria permisero la produzione di grappe di qualità migliori. Questi impianti consentono di selezionare le singole partite di vinaccia e di grappa.
Fino agli anni settanta del Novecento, le grappe classiche erano prodotte da vinacce indifferenziate. Solo un'azienda piemontese, la Distilleria Bocchino di Canelli, nel cuore dell'astigiano, produceva dal 1898 una grappa da sole vinacce di moscato, abbondanti nella zona. L'idea del fondatore, Carlo Bocchino, fu quella di utilizzare per la distillazione queste profumate ed abbondanti vinacce, le quali, solitamente, venivano abbandonate lungo il greto del torrente Belbo che attraversa per l'appunto l'abitato di Canelli.
L'idea di produrre una gamma di grappe cosiddette monovitigno, ovvero prodotte da un'unica tipologia di uva, ha di fatto cambiato la percezione della Grappa, elevandola da prodotto di basso livello a distillato di pregio. Questa "svolta copernicana" si deve alla famiglia Nonino che nel 1973 registra il termine monovitigno. Agli stessi Nonino si deve nel 1984 la nascita dell'acquavite d'uva, distillata dall'uva, intesa come frutto.

## Tecniche moderne di distillazione e invecchiamento

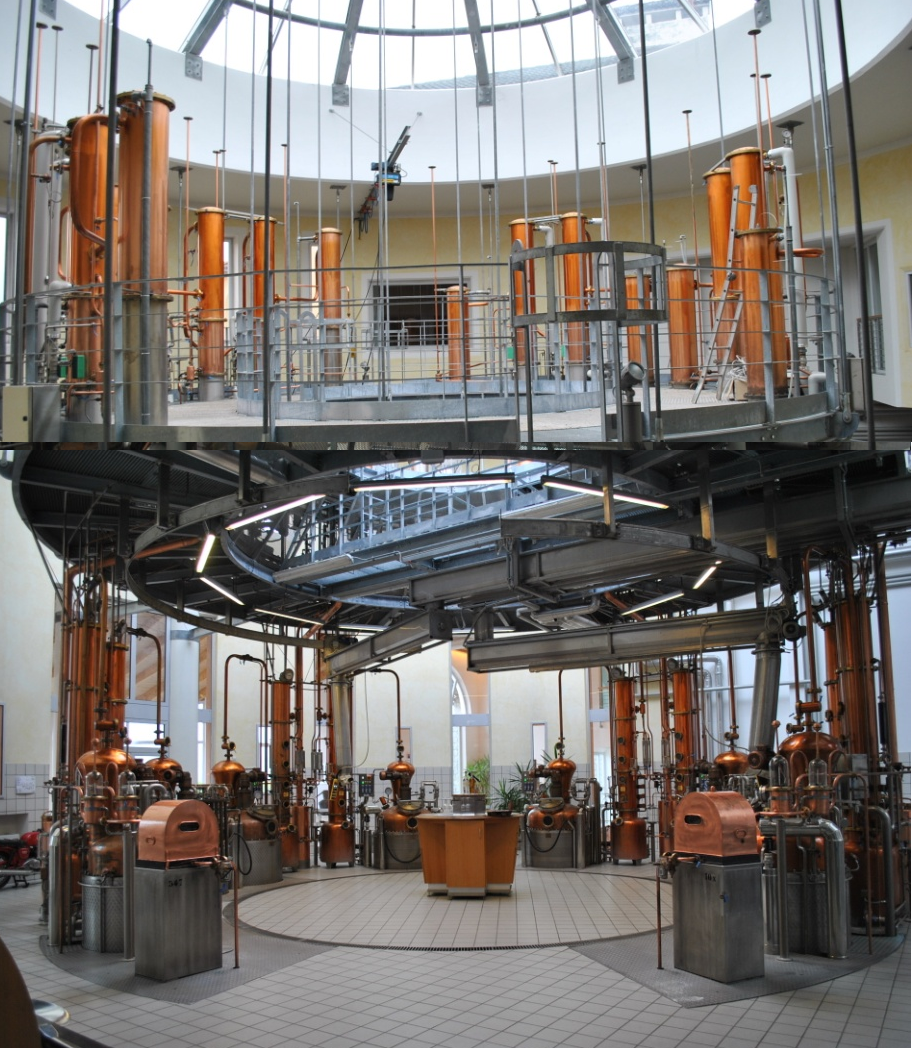
Impianto moderno per la distillazione della grappa

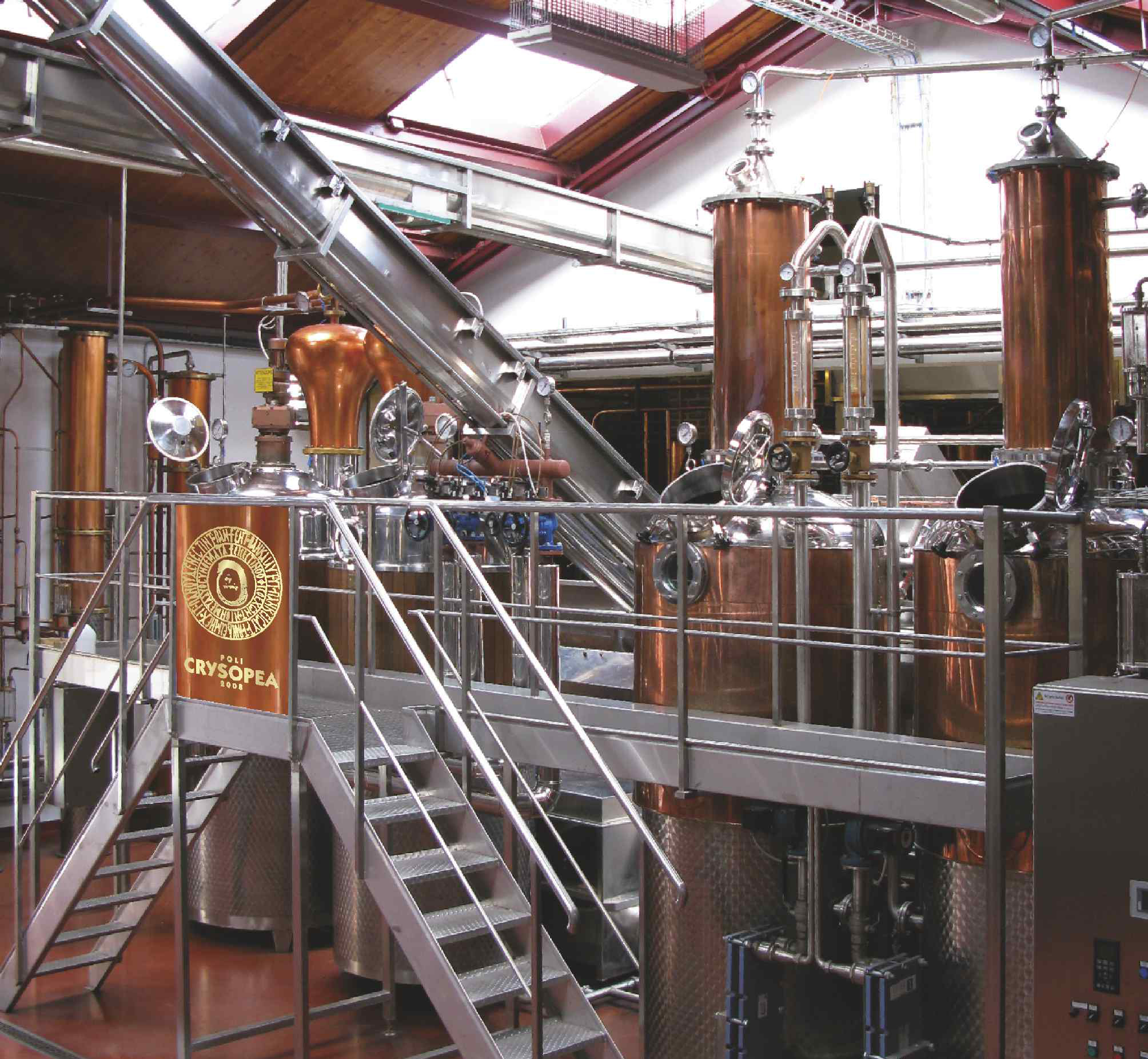
innovativo alambicco a bagnomaria operante sottovuoto all'interno delle Poli Distillerie

Gli impianti moderni di distillazione a bagnomaria continuo sono diventati automatizzati; sono composti da una tramoggia di carico, un distillatore, una colonna di rettifica, ed un condensatore.

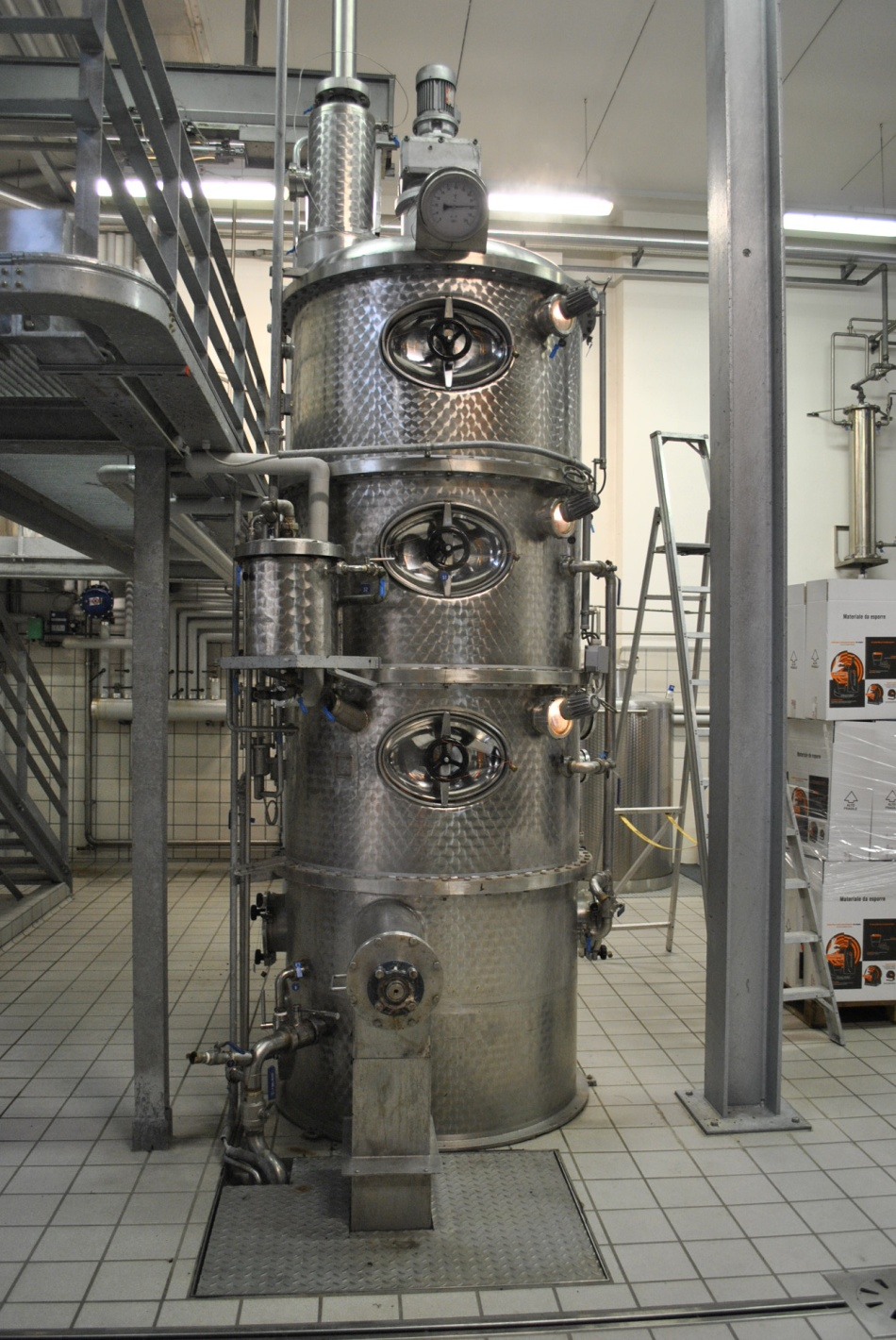
Impianto moderno per la distillazione continua

Un progetto di ricerca iniziato nel 2003 dal Laboratorio Sperimentale dell'Istituto Agrario di San Michele all'Adige ha portato alla realizzazione, nel 2009 presso le Poli Distillerie di Schiavon, di un innovativo alambicco a bagnomaria operante sottovuoto. Rispetto agli impianti a bagnomaria tradizionali, i distillati ottenuti con il vuoto risultano sensibilmente migliorati, per incremento della nota floreale terpenica, per la forte diminuzione delle impurità di testa, per la sensibile diminuzione degli esteri, e per la riduzione dell'alcool metilico. L'applicazione del vuoto al processo di distillazione fu tentata già verso la fine dell'800 dall'italiano Enrico Comboni ma si dovettero attendere molti decenni perché ne venisse fatto un uso produttivo e non solo sperimentale, in considerazione delle notevoli difficoltà tecniche connesse al rischio di implosione dell'alambicco e alla condensazione dei vapori. Il principale vantaggio derivante dalla pressione negativa all'interno dell'alambicco, ossia il vuoto, consiste nell'abbassamento del punto di ebollizione dell'alcool e dei vari composti volatili presenti nella vinaccia. Questo permette di ottenere un distillato connotato da delicati aromi fruttati e floreali che, essendo termolabili, normalmente vengono persi a causa delle alte temperature presenti all'interno di una caldaia.

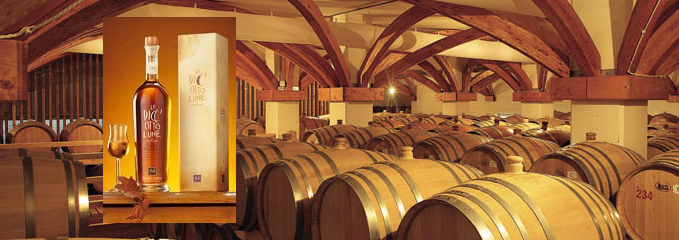
Invecchiamento in barrique e bottiglie artistiche per grappa stravecchia

I processi di lungo affinamento nel legno avvengono in modo più tradizionale in grandi botti da invecchiamento, tipicamente in barrique da 225 litri. Questo "riposo" influisce sul prodotto secondo la varietà del legno usato che interagisce col distillato con il quale viene a contatto. Per l'invecchiamento della grappa prevalgono il rovere, l'acacia, ed il ciliegio. Gli ultimi, legni chiari che rilasciano poco colore danno una qualità delicata, mentre grazie ai tannini, il rovere conferisce un timbro particolare, secondo la varietà. Per ragioni di prossimità, e per la loro qualità sono spesso utilizzati sia i roveri francesi che croati. Tra i roveri francesi si distinguono particolarmente quelli provenienti dalla foresta di Tronçais e delle foreste circostanti nell'Allier, di Nevers, del Limosino e del Cher. Non sono da meno i roveri della Slavonia. Il rovere ha la caratteristica di donare alla grappa non solo un bellissimo colore ambrato, ma cede sostanze fondamentali per la formazione del prodotto finale, spesso imbottigliato in bottiglie artistiche d'artigianato. Per sfruttare le proprietà di diversi legni, nel 1999 la Distilleria Marzadro introdusse l'idea di affinare la grappa in botti di legni diversi: rovere, acacia, frassino e ciliegio.
La legge italiana autorizza anche una edulcorazione (massimo 2%) mediante un'aggiunta di zucchero, anche caramellato, nel caso delle grappe invecchiate o riserve. Come espediente commerciale ingannevole, questo consente la produzione di bassa qualità con colori molto intensi simili a quelli ottenuti con processi di lungo affinamento in legno.
In seguito alla produzione della grappa, i vinaccioli possono essere utilizzati ulteriormente per la produzione di olio ad usi alimentari o industriali.

## Degustazione
Per la degustazione della grappa vengono generalmente utilizzati i cosiddetti bicchieri tulipe.
Le grappe molto invecchiate vengono preferibilmente servite in bicchieri da cognac, tipo balloon, più ampi ed adatti per apprezzarne le caratteristiche organolettiche.
La temperatura di servizio varia in funzione del tipo di grappa. Indicativamente
- una grappa giovane va servita a 8-10 °C
- una grappa a medio invecchiamento va servita intorno ai 15 °C
- una grappa a lungo invecchiamento va servita intorno ai 18 °C

A volte la grappa viene servita fredda oppure "on the rocks" per mode locali o per mascherare un prodotto mediocre.

## Grappe regionali
A seguito della pubblicazione sulla Gazzetta Ufficiale della Repubblica Italiana del 30 settembre 2011 del decreto del Ministero delle politiche agricole alimentari e forestali (Mipaaf), contenente la scheda tecnica della grappa (Reg. UE 110/2008), le denominazioni autorizzate di grappa regionale sono:
- grappa di Barolo
- grappa piemontese o del Piemonte
- grappa lombarda o della Lombardia
- grappa trentina o del Trentino
- grappa friulana o del Friuli (sgnape furlane) Candolini o anche Gori (negli anni dopo guerra)
- grappa veneta o del Veneto
- Südtiroler Grappa / grappa dell'Alto Adige
- grappa siciliana o Grappa di Sicilia
- grappa di Marsala

## Grappa svizzera
Malgrado la denominazione "grappa", in base ad un regolamento dell'Unione europea, sia riservata ad acquaviti di vinaccia prodotte e distillate in Italia, anche quelle prodotte nella Svizzera italiana (Ticino e valli italofone dei Grigioni) vengono etichettate e vendute come "grappa". Questa deroga è dovuta all'accordo tra la Confederazione e l'Unione sul commercio di prodotti agricoli, che per la Svizzera e la UE è tuttora in vigore, che concede infatti l'uso del termine "grappa" alle bevande spiritose prodotte nelle regioni svizzere di lingua italiana, con vinacce ricavate da uve ottenute in tali regioni.

## Legislazione
Norma corrente
- Decreto Mipaaf 28 gennaio 2016: Modifica del decreto 1º agosto 2011, n. 5389, recante disposizioni in materia di «Attuazione dell'articolo 17 del regolamento (CE) n. 110/2008 del Parlamento europeo e del Consiglio, del 15 gennaio 2008, concernente la definizione, la designazione, la presentazione, l'etichettatura e la protezione delle indicazioni geografiche delle bevande spiritose - Scheda tecnica della "Grappa"»

La scheda tecnica della grappa (vedi decreto sopra citato) prescrive, nell'articolo 1 dell'allegato 1, che:
"la denominazione «Grappa» è esclusivamente riservata all'acquavite di vinaccia ottenuta da materie prime ricavate da uve prodotte e vinificate in Italia, distillata ed elaborata in impianti ubicati sul territorio nazionale".
Il distillato di vinacce prodotti in altri paesi europei non può quindi essere chiamato grappa, ma spesso assume altri nomi tipici protetti facenti parte della categoria "Acquavite di vinaccia", ad esempio: la più conosciuta è quella della Germania chiamata Schnapps, in Francia è detta Marc, in Portogallo è chiamata Aguardente Bagaceira, in Spagna Aguardiente de Orujo e in Grecia Τσικουδιά/Tsikoudia. Poiché la legislazione europea non è applicabile nell'Uruguay, questa nazione adotta un termine molto simile: grappamiel, cioè grappa con miele.
Norme abrogate
Si noti che talune leggi sotto indicate sono state comunque sostituite da altre che pertanto sono in vigore (ad esempio l'accordo UE-Confederazione Elvetica per la grappa della Svizzera italiana).
- Il Consiglio europeo ha abrogato il Regolamento nº 1.576/89 del 29 maggio 1989[16][17], e lo ha sostituito con il regolamento nº 110/2008 del 15 gennaio 2008,[18] secondo cui una bevanda alcolica può chiamarsi "grappa" solo se rispetta le condizioni riportate al paragrafo 6 dell'Allegato II dello stesso regolamento.[18]
- Il regolamento nº 1576/89 stabiliva che la denominazione "grappa" poteva essere applicata solo a distillati di vinaccia prodotti in Italia e a San Marino.[19] Pertanto, il recepimento del reg. n. 110/2008 (e scheda tecnica relativa) ha comportato l'abrogazione del reg. nº 1.576/89 e quindi "grappa" è diventata una definizione di un'indicazione geografica esclusivamente italiana[20].
- L'accordo del 1999 siglato fra la Confederazione Svizzera e la Comunità europea relativo ai prodotti agricoli proteggeva infatti le denominazioni delle grappe prodotte nelle regioni svizzere di lingua e cultura italiana. Secondo la legislazione elvetica la denominazione "grappa" poteva essere applicata ai distillati di vinaccia prodotti in alcune zone della Svizzera italiana. Infatti l'Art. 60 dell'Ordinanza del DFI[21] sulle bevande alcoliche nº 817.022.110 del 23 novembre 2005 sanciva che: "La grappa è acquavite di vinaccia prodotta in Italia, nel Canton Ticino, in Val Calanca, Val Bregaglia, Val Mesolcina o nella Val Poschiavo con uve delle relative regioni"[22].
- Successivamente, una volta stabilito dall'UE (2008) che la menzione grappa fosse a uso esclusivo italiano, la confederazione elvetica ha eliminato dalla sua legislazione (DFI versione 01/01/2014) l'utilizzo del termine grappa per le zone di lingua italiana precedentemente identificate[22]
- Regolamento recante norme in materia di produzione e commercializzazione di acquaviti, grappa, brandy italiano e liquori: decreto del presidente della Repubblica 16 luglio 1997, n. 297.
- Art. 16. Decreto Ministeriale n.153 del 27/03/2001: disposizioni per i fabbricanti ed i detentori di apparecchi di distillazione.[23]
- Ministero dell'industria del commercio e dell'artigianato: circolare 20 novembre 1998, n. 163. Norme di applicazione del regolamento CEE n. 1576/89 relativo alle bevande spiritose e del decreto del Presidente della Repubblica 16 luglio 1997, n. 297.[24]
- Decreto del Ministero delle politiche agricole alimentari e forestali del 13 maggio 2010, n. 5195 recante Disposizioni di attuazione del regolamento CEE nº 110/2008 del Parlamento Europeo e del Consiglio, del 15 gennaio 2008 concernente la definizione, l'etichettatura, e la protezione delle indicazioni geografiche delle bevande spiritose[25][26].

Il decreto definisce, tra l'altro, le modalità di presentazione della richiesta di registrazione comunitaria delle bevande spiritose con indicazione geografica, individuate ai sensi dell'articolo 15 del regolamento comunitario.
- Attuazione dell'articolo 17 del Regolamento (CE) n. 110/2008 del Parlamento europeo e del Consiglio, del 15 gennaio 2008, concernente la definizione, la designazione, la presentazione, l'etichettatura e la protezione delle indicazioni geografiche delle bevande spiritose - Scheda tecnica della «Grappa»[27][28].

Sulla Gazzetta ufficiale della Repubblica Italiana del 30 settembre 2011 è stato pubblicato il decreto del Ministero delle politiche agricole alimentari e forestali, contenente la scheda tecnica della grappa, in attuazione al regolamento (CE) n. 110/2008 sulla designazione, presentazione, etichettatura e protezione delle Indicazioni Geografiche delle bevande spiritose.
Si tratta di un importante passo a tutela della Grappa e del patrimonio agroalimentare Italiano, la cui rilevanza e diffusione a livello internazionale richiede una protezione specifica da illegittime usurpazioni da parte dei produttori di altri Paesi. La scheda tecnica, che costituisce un disciplinare di produzione, predisposta dopo un lungo lavoro di concertazione con le categorie di settore, è stata trasmessa alla Commissione europea per la registrazione e pubblicazione nella Gazzetta Ufficiale della Ue beneficiando delle regole di protezione e tutela a livello internazionale.
Le modalità di produzione riportate nella scheda tecnica rispecchiano gli elevati standard qualitativi e la peculiarità della produzione tradizionale, pur tenendo conto dei necessari adeguamenti tecnologici. In particolare, la scheda tecnica relativa alla IG "Grappa", oltre agli elementi caratterizzanti il prodotto e il metodo di produzione, prevede l'obbligo di imbottigliamento in impianti ubicati sul territorio nazionale al fine di salvaguardarne la qualità e garantirne l'origine.

## Associazioni e concorsi
- Organizzazione internazionale di concorsi per vini e alcolici. IWSC (International Wine and Spirit Competition)[29]
- ANAG – Assaggiatori Grappa ed Acquaviti è una associazione italiana, nata nel 1978, con sede ad Asti, e con delegazioni su tutto il territorio nazionale, con lo scopo di valorizzare la figura dell'assaggiatore di grappa e di altri distillati.[30]
- "Premio Alambicco d'Oro" - Concorso Internazionale, organizzato da ANAG.